# Georg Wittig
Georg Wittig (n. 16 iunie 1897, Berlin, Imperiul German – d. 26 august 1987, Heidelberg, RFG) a fost un chimist german, laureat al Premiului Nobel pentru chimie (1979).

## Biografie
Georg Wittig s-a născut în Berlin, Germania, și la scurt timp după nașterea sa, el s-a mutat cu familia sa la Kassel, unde tatăl său era profesor la liceul de arte aplicate . A urmat școala în Kassel și a început să studieze chimia la Universitatea din Tübingen 1916. El a fost elaborat și a devenit un locotenent în cavalerie de Hesse-Kassel (sau de Hesse-Cassel). După ce a fost un prizonier de război al englezilor din 1918 până în 1919 reluarea studiilor sale de chimie  a fost complicata, datorită universităților supraaglomerate. Printr-un motiv direct la Karl von Auwers, care a fost profesor de chimie organică la Universitatea din Marburg, la timp, el a fost capabil sa reintre la o universitate. După 3 ani a obținut doctoratul în chimie organica. Karl von Auwers a fost capabil să-l convingă să înceapă o carieră academică, care a cedat abilitare în 1926. El a devenit un prieten apropiat al lui Karl Ziegler, care făcea, de asemenea, abilitatea cu Auwers în acest timp. Succesorul lui Karl von Auwers Hans Meerwein asumat Wittig ca lector, în parte pentru că el a fost impresionat de noua carte de 400 pagini pe stereochimia Wittig, care a scris-o. În 1931 s-a căsătorit cu Waltraud Ernst, o colegă de la grupul de Auwers de lucru. Invitația de Karl Fries l-au adus ca profesor la Braunschweig TU în 1932. Timpul în Braunschweig a devenit mai problematic astfel ca naziștii au încercat să scape de Karl Fries și Wittig care au arătat solidaritatea cu el. După emeritation forțată a lui Fries, în 1937, Hermann Staudinger i-a oferit lui Wittig o poziție la Universitatea din Freiburg, în parte pentru că el îl cunoștea pe Wittig din cartea sa despre stereochimie, în care el a susținut teoria extrem de criticată pe macromolecule de Staudinger. Bazele chimiei carbanion au fost puse de-a lungul timpului în Freiburg. În 1944 Wittig a reușit să obțină postul de  șef al departamentului Wilhelm Schlenk la Universitatea din Tübingen. Cele mai multe din lucrările științifice ca reacția lui Wittig, au fost făcute în timpul Universității din Thübingen. Întâlnirea din 1956 din apropierea anilor aproape șaizeci ai lui Wittig ca șef al departamentului organic de la Universitatea din Heidelberg ca succesor al lui Karl Freudenberg a fost excepțională, chiar în acel moment.Departamentul nou construit și strânsa legătură cu BASF l-au convins pe Wittig să profite de această oportunitate. El a lucrat la Universitatea din Heidelberg, chiar și după emeritation sa în 1967 și a publicat lucrări până în 1980. Cele mai multe premii ale sale au fost prezentate în Heidelberg, cum ar fi medicul de onoare de la Sorbona în 1956 și Premiul Nobel pentru Chimie în 1979.